# 堀川香奈
堀川 香奈（ほりかわ かな、1984年 - ）は、フジテレビジョンスタジオ戦略本部第3スタジオ所属のチーフプロデューサー。

## 来歴
2007年入社。神原孝の下でクイズ!ヘキサゴンIIにADとして携わり、ディレクターに昇進。
その後、プロデューサーとして濱野貴敏や木月洋介の番組を担当。チーフプロデューサーに昇格後は、内村光良、くりぃむしちゅー、有吉弘行がMCを務める番組を多く手がける。また、2025年6月以降は担当していた番組を情野誠人、島本亮チーフプロデューサーに引き継いだ。

## 担当番組

### バラエティ

#### AD
- ショーパン

#### ディレクター
- クイズ!ヘキサゴンIIADから昇格
- ミオパン
- ミタパンブー
- ナダールの穴
- 恋愛のススメ演出
- アイアンシェフ
- ワオ
- おーい!ひろいき村
- ※AKB調べ演出

#### プロデューサー
- 優しい人なら解ける クイズやさしいね
- あしたの内村!!
- なるほど!ザ・ワールド
- ウンナン出川バカリの超!休み方改革
- 初対面トークショー!! 内村カレンの相席どうですか
- ジャニーズJr.dex[1]
- ジャニーズWESTの出世する人・しない人[2]

#### チーフプロデューサー
- 痛快TV スカッとジャパン（以前はAP → プロデューサー）
- 有吉の夏休み[3]
- 上田晋也の芸人トーク検定
- オンナの出口調査
- 内村と相棒
- 千鳥の対決旅
- 大好物の大好物
- ともだちの日

#### 制作・監修
- 今夜はナゾトレ（以前はプロデューサー → チーフプロデューサー）
- チャンハウス（以前はチーフプロデューサー）

#### 監修
- この世界は1ダフル（以前はチーフプロデューサー）

#### 協力プロデューサー
- 世界で一番怖い答え（以前はチーフプロデューサー）